# Akiko Ebi
Akiko Ebi (jap. 海老彰子 Ebi Akiko; ur. 7 lipca 1953 w Osace) – japońska pianistka, laureatka V nagrody na X Międzynarodowym Konkursie Pianistycznym im. Fryderyka Chopina w Warszawie (1980).

## Życiorys

### Wykształcenie i udział w konkursach
Na fortepianie zaczęła grać w wieku kilku lat. Studiowała na Tokijskim Uniwersytecie Sztuki i w Konserwatorium Paryskim (klasy fortepianu i muzyki kameralnej). 
Wzięła udział w kilku konkursach muzycznych:
- Ogólnojapoński Konkurs Muzyczny (1972) – I nagroda
- Międzynarodowy Konkurs im. Marguerite Long i Jacques’a Thibaud (1975) – II nagroda
- X Międzynarodowy Konkurs Pianistyczny im. Fryderyka Chopina (1980) – V nagroda (ex aequo z Ewą Pobłocką)

### Międzynarodowa kariera
Po sukcesie w Warszawie rozpoczęła międzynarodową karierę. Występowała z licznymi orkiestrami w wielu krajach Europy, a także w USA i Japonii. Do Polski wróciła w 1987 na Międzynarodowy Festiwal Chopinowski w Dusznikach-Zdroju. Była jurorką wielu konkursów muzycznych, w tym konkursu im. Long i Thibaud, Międzynarodowego Konkursu Pianistycznego w Hamamatsu, a także XVII (2015) i XVIII Międzynarodowego Konkursu Pianistycznego im. Fryderyka Chopina w Warszawie (2021). W swojej karierze nagrała 11 płyt z muzyką m.in. Fryderyka Chopina, Antona Weberna i Césara Francka.
Odznaczona francuskim Orderem Sztuki i Literatury (fr. Chevalier des Arts et des Lettres).